# José Ignacio Aparicio Ciria
José Ignacio Aparicio Ciria (Barcelona, 5 de novembre de 1964) és un periodista i polític català del PSC, diputat al Parlament de Catalunya i portaveu socialista a diverses comissions. Va ser alcalde de Cervelló (2015 — 2024) i ha ocupat càrrecs en diferents ajuntaments del Baix Llobregat. Llicenciat en Periodisme i Publicitat per la UAB, té un postgrau en comunicació política. Ha estat molt actiu en l'àmbit cívic, cultural i esportiu, destacant en muntanyisme, espeleologia i ultramaratons. També ha tingut una intensa trajectòria en entitats juvenils i culturals, així com en la direcció i comunicació política.